# Stelis ophioglossoides
 (janvier 2023).
La mise en forme du texte ne suit pas les recommandations de Wikipédia : il faut le « wikifier ».
Les points d'amélioration suivants sont les cas les plus fréquents. Le détail des points à revoir est peut-être précisé sur la page de discussion.
- Les titres sont pré-formatés par le logiciel. Ils ne sont ni en capitales, ni en gras.
- Le texte ne doit pas être écrit en capitales (les noms de famille non plus), ni en gras, ni en italique, ni en « petit »…
- Le gras n'est utilisé que pour surligner le titre de l'article dans l'introduction, une seule fois.
- L'italique est rarement utilisé : mots en langue étrangère, titres d'œuvres, noms de bateaux, etc.
- Les citations ne sont pas en italique mais en corps de texte normal. Elles sont entourées par des guillemets français : « et ».
- Les listes à puces sont à éviter, des paragraphes rédigés étant largement préférés. Les tableaux sont à réserver à la présentation de données structurées (résultats, etc.).
- Les appels de note de bas de page (petits chiffres en exposant, introduits par l'outil «  Source ») sont à placer entre la fin de phrase et le point final[comme ça].
- Les liens internes (vers d'autres articles de Wikipédia) sont à choisir avec parcimonie. Créez des liens vers des articles approfondissant le sujet. Les termes génériques sans rapport avec le sujet sont à éviter, ainsi que les répétitions de liens vers un même terme.
- Les liens externes sont à placer uniquement dans une section « Liens externes », à la fin de l'article. Ces liens sont à choisir avec parcimonie suivant les règles définies. Si un lien sert de source à l'article, son insertion dans le texte est à faire par les notes de bas de page.
- La présentation des références doit suivre les conventions bibliographiques. Il est recommandé d'utiliser les modèles {{Ouvrage}}, {{Chapitre}}, {{Article}}, {{Lien web}} et/ou {{Bibliographie}}. Le mode d'édition visuel peut mettre en forme automatiquement les références.
- Insérer une infobox (cadre d'informations à droite) n'est pas obligatoire pour parachever la mise en page.

Pour une aide détaillée, merci de consulter Aide:Wikification.
Si vous pensez que ces points ont été résolus, vous pouvez retirer ce bandeau et améliorer la mise en forme d'un autre article.
Espèce
Synonymes
- Epidendrum ophioglossoides Jacq. (1760)[1]
- Dendrobium ophioglossoides (Jacq.) Sw. (1799)[2]
- Pleurothallis ophioglossoides (Jacq.) Garay & H.R.Sweet (1972)[3]
- Epidendrum trigoniflorum Sw. (1788)[4]
- Stelis toepfferiana Rchb.f. (1886)[5]
- Stelis trigoniflora (Sw.) Garay (1978)[6]
- Stelis cristalensis H.Dietr. (1985)[7]

Stelis ophioglossoides est une espèce de plantes à fleurs de la famille des Orchidaceae (les orchidées), de la sous-famille des Epidendroideae, de la tribu des Epidendreae et de la sous-tribu des Pleurothallidinae.
C'est l'espèce type de son genre.

## Répartition
On trouve cette espèce en Amérique du Sud, en incluant les Caraïbes.
Elle est présente notamment en Guyane française où elle est classée B pour une espèce dont la famille est citée dans l’Arrêté du J.O. du 24 février 1995 relatif à la liste des espèces végétales sauvages pouvant faire l’objet d’une réglementation préfectorale dans les départements d’Outre-Mer.

## Publication originale
- (de) Swartz O.P., 1800. Journal für die Botanik 1799(2): 239, pl. 2, f. 3.